# Sebastiano Folli
Sebastiano Folli (Siena, 1569 – 1621) è stato un pittore italiano.

## Biografia
Nacque a Siena nel 1569 da Girolamo Folli e fu allievo di Ventura Salimbeni. Fu anche attivo a Roma al servizio di Alessandro de' Medici, poi papa Leone XI. Nel 1594 collaborò con Bartolomeo Cesi alla decorazione della certosa di Maggiano. Nel palazzo pubblico di Siena realizzò alcuni affreschi, tra cui la Vittoria dei Senesi su Enrico VI. Morì nel 1621.